# Élie-Louis, Duque Decazes
Élie-Louis Decazes, Duque Decazes (Saint-Martin-de-Laye, 28 de setembro de 1780 – Paris, 24 de outubro de 1860) foi um político francês que ocupou o cargo de Primeiro-Ministro da França entre 1819 e 1820 sob o rei Luís XVIII.

## Biografia
Élie Decazes nasceu em Saint-Martin-de-Laye, no departamento de Gironde, na região de Aquitânia na França. Ele estudou direito, tornou-se juiz no tribunal do departamento do Sena em 1806, foi designado para o conselho de gabinete de Luís Bonaparte em 1807 e tornou-se assessor jurídico do tribunal de apelação de Paris em 1811.
Imediatamente após a queda do império, ele se declarou um legitimista e permaneceu leal à dinastia Bourbon durante os Cem Dias. Naquela época, ele conheceu o rei Luís XVIII, de quem foi recompensado com a nomeação como prefeito da polícia em Paris em 9 de julho de 1815. Seus sucessos nessa difícil posição lhe renderam o ministério da polícia em 24 de setembro, sucedendo Joseph Fouché.
Tendo sido eleito deputado no departamento do Sena, ele liderou os monarquistas moderados tanto como deputado quanto como ministro. Os moderados estavam em minoria na câmara de 1815, mas Decazes persuadiu Luís XVIII a dissolvê-la e, nas eleições de outubro de 1816, sua facção ganhou a maioria. Nos quatro anos seguintes, Decazes foi convocado a desempenhar um papel de liderança no governo.

### Ministro da Polícia
Como ministro da polícia, ele teve que reprimir o Terror Branco da Segunda Restauração, a violência causada pelos Ultrarrealista contra liberais, republicanos e bonapartistas; após a renúncia do duque de Richelieu, ele assumiu de fato o comando do ministério, cujo presidente "formal" era o general Dessolles. Decazes também ocupou o cargo de Ministro do Interior na mesma época. O governo, do qual o Barão Joseph-Dominique Louis foi ministro das finanças, e Laurent de Gouvion-Saint Cyrele permaneceu Ministro da Guerra, era inteiramente formado por liberais moderados; seu primeiro ato foi suprimir o ministério da polícia, pois Decazes o considerava incompatível com o regime de liberdade. Suas reformas colidiram com a hostilidade aberta da Câmara dos Pares, onde os Ultras eram a maioria, e para superar o impasse ele obteve do rei a atribuição de sessenta novos Pars liberais.
Posteriormente, ele se dedicou à reforma da imprensa, eliminando a censura. Com a reorganização das finanças, a proteção das indústrias e a construção de grandes obras públicas, a França recuperou sua prosperidade econômica e o ministro tornou-se popular. Mas os poderes da Santa Aliança não saudaram o crescimento do liberalismo na França. Metternich em particular atribuiu as falhas disto principalmente à "fraqueza" do ministro, e quando em 1819 as eleições gerais confirmaram a tendência, em particular com a eleição do Henri Grégoire, criou-se um debate sobre se havia chegado o momento de colocar em prática os termos dos acordos do Congresso de Aachen. Foi essa ameaça de intervenções externas, mais do que o clamor dos Ultras, que levou Luís XVIII a solicitar uma mudança na lei eleitoral, o que tornaria um "escândalo" como a eleição de Grégoire impossível no futuro.

### Primeiro Ministro
Dessolles e o Barão Louis, recusando-se a seguir essa política, renunciaram; Decazes então se tornou o chefe do novo governo em novembro de 1819 . A exclusão de Grégoire da Câmara e as mudanças no direito de voto agravaram as relações com os radicais, mas sem levar a uma reconciliação com os Ultras. As notícias da Revolução Espanhola, em janeiro-março de 1820 , tornaram as coisas ainda piores.
Decazes foi denunciado como o novo Sejano, a moderna Catilina, e quando, em 13 de fevereiro, o duque de Berry foi assassinado, Decazes foi acusado de ser cúmplice. O ministro, prevendo a tempestade que o esperava, de repente renunciou. O rei a princípio os rejeitou: "eles vão atacar" — ele exclamou — "não o seu sistema, meu querido filho, mas o meu." Mas ele acabou sendo forçado a se render à pressão da corte e da família real (17 de fevereiro). Decazes, elevado ao posto de duque, acabou em exílio digno como embaixador na Grã-Bretanha.
Isso encerrou sua carreira. Em dezembro de 1821 voltou ao seu assento na Câmara dos Pares, onde não desistiu de manter suas posições liberais. Com a Revolução de Julho, em 1830, juntou-se o novo reinado de Luís Filipe I de França. Quando isso caiu, em 1848 ele se aposentou pela vida privada.
Maçom, ele foi Soberano Grande Comandante do Conselho Supremo da França do antigo Rito Escocês e aceito de 1838 a 1860 .
Ele fundou uma empresa em 1826 para comercializar o carvão e o ferro de Aveyron e, em 1829, o nome Decazeville foi dado ao principal centro dessa indústria.